# Liane Mozère
Pour les articles homonymes, voir Liane.
Liane Mozère, née Tchang, est une sociologue et féministe française née à Pékin le 4 janvier 1939 et morte le 17 octobre 2013 à Paris. 

## Biographie
Liane Mozère naît le 4 janvier 1939 à Pékin en Chine. Elle effectue ses études primaires en anglais à l’école américaine (Peking American School) jusqu’en 1949. 
Son père, M. Tchang, travaillait pour le Journal de Pékin. La prise du pouvoir par Mao en 1949 oblige la famille à rentrer en France. Elle est reçue au baccalauréat en sciences expérimentales à Paris en 1959.
En 1989, elle obtient le doctorat de sociologie, sous la direction de R. Castel, avec sa thèse « Émergence de groupes-sujet  et changement : le cas des crèches », à l' Université de Paris VIII, puis l'habilitation à diriger des  recherches, sous la direction d’Eugène Enriquez,  « Micropoliques et changement », à l'Université de Paris VII, en 1994.
Elle participe à l'aventure de la Clinique Psychiatrique de La Borde dès 1965. Signataire du Manifeste des 343, elle s'était illustrée dans l'activisme féministe durant les années 60-70. Elle était membre du Centre d'études, de recherches et de formation institutionnelles (CERFI) créé par Félix Guattari.
Liane Mozère est une professeure émérite de sociologie à l'université de Metz, ses axes de recherche tournent autour de la petite enfance, de l'éducation , du travail informel, du travail au féminin. Ses travaux ont été influencés notamment par le pensée de Deleuze et Guattari.

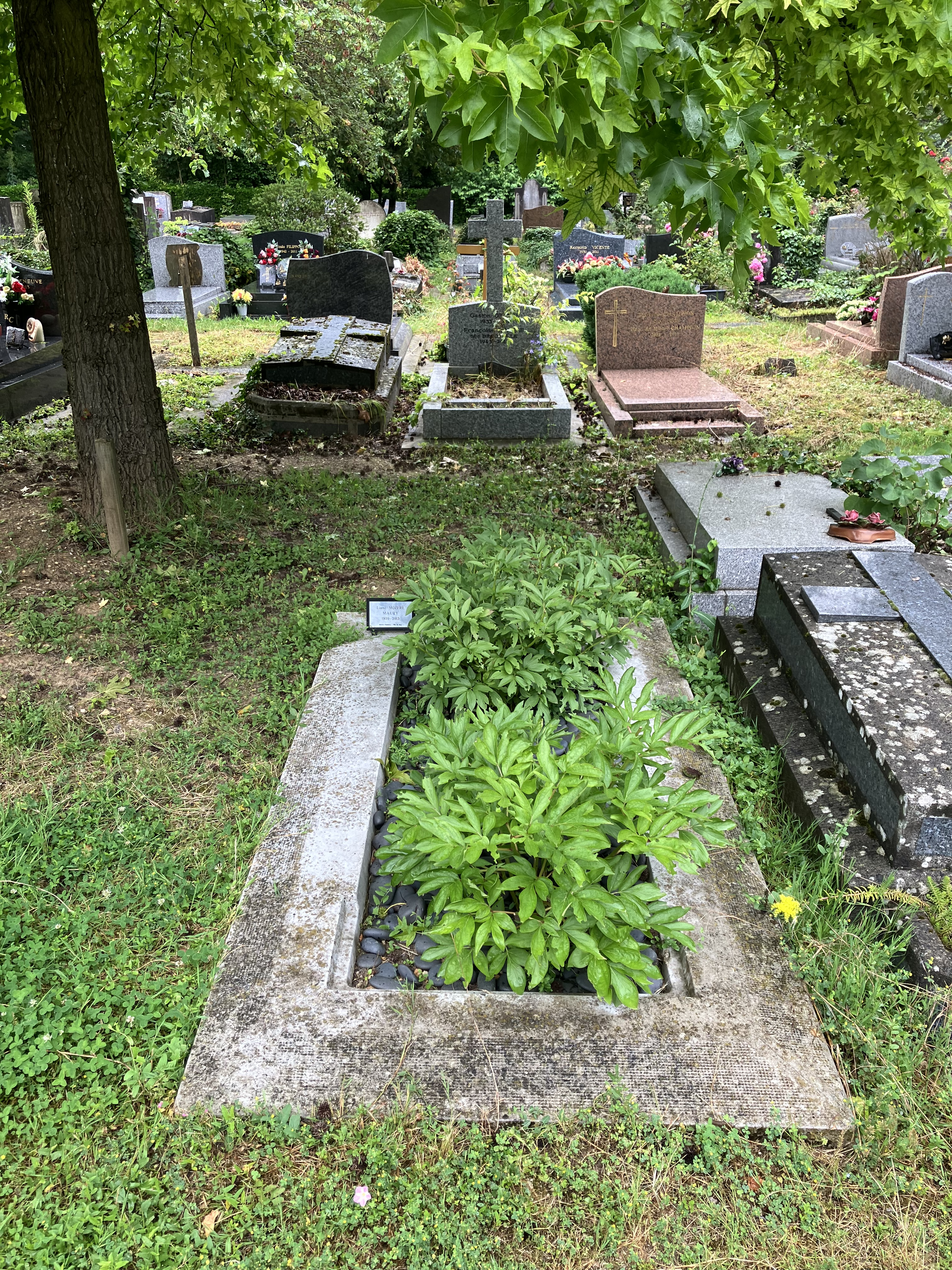
Tombe de Liane Mozère au cimetière parisien d'Ivry (division 16).

Elle meurt le 17 octobre 2013 des suites d'un cancer. 

## Publications
- Babillages. Des crèches aux multiplicités d'enfants, revue Recherches (CERFI), n°27, 1977.
- Émergence de groupes-sujet et changement, Lille 3 : ANRT, 1989[7].
- Le printemps des crèches : histoire et analyse d'un mouvement, L'Harmattan, 1992[8].
- Intelligence des banlieues, L'Aube, 1999 (avec Michel Peraldi, Henri Rey eds.)
- Travail au noir, informalité : liberté ou sujétion?, L'Harmattan, 1999.
- Gilles Deleuze et Félix Guattari : Territoires et devenirs, revue Le Portique, n°20, 2007 (coordination du numéro)[9].
- Fleuves et rivières couleront toujours. Les nouvelles urbanités chinoises, éditions de l'Aube, 2010.  (ISBN 978-2-8159-0055-3)